# Cerisé
Cerisé – miejscowość i gmina we Francji, w regionie Normandia, w departamencie Orne.
Według danych na rok 1990 gminę zamieszkiwały 572 osoby, a gęstość zaludnienia wynosiła 129 osób/km² (wśród 1815 gmin Dolnej Normandii Cerisé plasuje się na 392. miejscu pod względem liczby ludności, natomiast pod względem powierzchni na miejscu 928.).